# Robert F. Kennedy Memorial Stadium
Il Robert F. Kennedy Memorial Stadium (precedentemente District of Columbia Stadium) è uno stadio di Washington, capitale degli Stati Uniti d'America, dal 1996 al 2017 impianto interno del D.C. United, squadra di calcio che milita in Major League Soccer.

## Storia
Lo stadio fu aperto nel 1961 come D.C. Stadium; per 36 anni fu l'impianto interno dei Washington Redskins di NFL, prima del loro spostamento al FedExField. Nel gennaio 1969 lo stadio è stato rinominato in onore del senatore Robert F. Kennedy, assassinato l'anno precedente. I Washington Nationals hanno giocato qui le prime 2 stagioni dopo la loro rilocazione da Montréal, nel 2007 poi si spostarono al Nationals Park.
Nello stesso anno, nel parcheggio dello stadio, venne approntato un circuito automobilistico per la celebrazione di una tappa dell'American Le Mans Series. Nonostante il successo dell'iniziativa, questa fu la prima e ultima volta che si svolse un evento del genere a causa delle lamentele degli abitanti della zona che denunciavano l'eccessivo rumore prodotto dalle auto in gara.

## Eventi importanti
- MLB All-Star Game 1962
- MLB All-Star Game 1969
- Supercoppa italiana 1993
- MLS All-Star Game 2002
- Campionato mondiale di calcio 1994
- Olimpiadi 1996
- Tibetan Freedom Concert, 1998
- Campionato mondiale femminile di calcio 2003
- Concerti di Beatles, Rolling Stones, Jackson 5, Aerosmith, Bruce Springsteen, Genesis, Bob Dylan, Tom Petty and The Heartbreakers, Madonna, U2, Pink Floyd, The Who, Paul McCartney, Metallica, Guns N' Roses, Elton John & Billy Joel, The Eagles e Dave Matthews Band